# Et Præriens Mandfolk
Et Præriens Mandfolk er en amerikansk stumfilm fra 1920 af Emmett J. Flynn.

## Medvirkende
- William Russell som Bruce Bayard
- Helen Ferguson som Ann Lytton
- Betty Schade som Nora Brewster
- Robert Cain som Ned Lytton
- George Stewart som Benny Lynch
- Nelson McDowell som The Parson
- Jack Connolly som Tommy Clary